# Nycteris grandis
Nycteris grandis é uma espécie de morcego da família Nycteridae. Pode ser encontrada na África Ocidental e Central com uma população disjunta na Tanzânia, Zâmbia, Malauí e Moçambique.